# Electric Entertainment
Electric Entertainment, Inc. es una compañía estadounidense de producción de medios y televisión, establecida en 2001 por el veterano escritor y productor Dean Devlin y dirigida por Devlin junto con los socios Marc Roskin y Rachel Olschan.

## Historia
Electric Entertainment se estableció cuando muchos trabajadores de Centropolis Entertainment, incluido Dean Devlin, se fueron para formar su organización en 2001. Esto incluyó su lista de desarrollo, que originalmente estaba controlada por Centropolis, incluida la película Eight Legged Freaks, que es la primera película que se producirá. por la compañía.
Más tarde ese año, el estudio llegó a un acuerdo con Paramount Pictures para obtener acceso de Electric a la pizarra de desarrollo de Paramount.
Cinco años después, el estudio llegó a un acuerdo con Metro-Goldwyn-Mayer para distribuir su contenido para largometrajes.
En 2019, el estudio lanzó su propio servicio de transmisión, Electric Now, para proporcionar su contenido para la gama de transmisión OTT y se ejecutará en todas las plataformas digitales.

## Filmografía

### Películas
| Estreno                  | Título                                        | Director        | Distribuidor           | Estudio | Notas                                         |
| ------------------------ | --------------------------------------------- | --------------- | ---------------------- | --- | --------------------------------------------- |
| 17 de julio de 2002      | Eight Legged Freaks                           | Ellory Elkayem  | Warner Bros. Pictures  | Village Roadshow Pictures | La primera película producida por la compañía |
| 10 de septiembre de 2004 | Cellular                                      | David R. Ellis  | New Line Cinema        | New Line Cinema |                                               |
| 5 de diciembre de 2004   | The Librarian: Quest for the Spear            | Peter Winther   | TNT                    | ApolloProScreen | Película para televisión                      |
| 28 de junio se 2006      | Who Killed the Electric Car?                  | Chris Paine     | Sony Pictures Classics | Plinyminor Productions Papercut Films | Documental                                    |
| 22 de septiembre de 2006 | Flyboys                                       | Tony Bill       | MGM Distribution Co.   | Ingenious Film Partners Skydance Productions Metro-Goldwyn-Mayer                                                                                |                                               |
| 3 de diciembre de 2006   | The Librarian: Return to King Solomon's Mines | Jonathan Frakes | TNT                    | Blue Sky Films | película de televisión                        |
| 7 de diciembre de 2008   | The Librarian: Curse of the Judas Chalice     | Jonathan Frakes | TNT                    | Coproducción | película de televisión                        |
| 24 de junio de 2016      | Independence Day: Resurgence                  | Roland Emmerich | 20th Century Fox       | TSG Entertainment Centropolis Entertainment |                                               |
| 13 de enero de 2017      | The Book of Love                              | Bill Purple     | solo distribución      | C Plus Pictures Campfire Iron Ocean Films Nine Nights                                                                                           | distribuidor                                  |
| 20 de octubre de 2017    | Geostorm                                      | Dean Devlin     | Warner Bros. Pictures  | Skydance Media RatPac-Dune Entertainment |                                               |
| 3 de noviembre de 2017   | LBJ                                           | Rob Reiner      | sólo distribución      | Acaia Entertainment Savvy Media Holdings Star Thrower Entertainment Castle Rock Entertainment ITS Capital Parkside Pictures Tadross Media Group | distribuidor                                  |
| 4 de mayo de 2018        | Bad Samaritan                                 | Dean Devlin     | sólo distribución      | Legion M | distribuidor                                  |

### Televisión
| Año           | Título               | Creadores                                                             | Canal             | Compañías en coproducción                  |
| ------------- | -------------------- | --------------------------------------------------------------------- | ----------------- | ------------------------------------------ |
| 2005          | The Triangle         | Rockne S. O'Bannon Bryan Singer Dean Devlin                           | Sci-Fi Channel    |                                            |
| 2008–2012     | Leverage             | John Rogers Chris Downey                                              | TNT               | Johnworld, Inc.                            |
| 2014–2018     | The Librarians       | basado en The Librarian por: David Titcher dirigido por: John Rodgers | TNT               | Kung Fu Monkey Productions (temporada 1-2) |
| 2018–2021     | The Outpost          | Jason Faller Kynan Griffin                                            | The CW            | Arrowstorm Entertainment                   |
| 2020          | Almost Paradise      |                                                                       | WGN America       |                                            |
| 2021          | Almost Paradise      |                                                                       | Kapamilya Channel | ABS-CBN                                    |
| 2021–presente | Leverage: Redemption | John Rogers Chris Downey                                              | IMDb TV           | Johnworld, Inc.                            |